# Алгоритм Харви — ван дер Хувена
Алгоритм Харви — ван дер Хувена — алгоритм умножения двух {\displaystyle n}-битных целых чисел с временной сложностью {\displaystyle O(n\log n)} в модели многоленточной машины Тьюринга. Предложен математиками Дэвидом Харви из университета Нового Южного Уэльса и Йорисом ван дер Хувеном из Национального центра научных исследований Франции. По состоянию на 2023 год является самым быстрым известным алгоритмом умножения чисел в данной модели, при этом оценка в {\displaystyle O(n\log n)} на временную сложность алгоритмов умножения, по всей видимости, является неулучшаемой.

## История
Вопрос о существовании быстрых алгоритмов умножения целых чисел занимает важное место в теории сложности вычислений. Наиболее известные методы умножения, такие как умножение «в столбик» требуют {\displaystyle O(n^{2})} арифметических операций. Впервые данная оценка была улучшена в 1960 году Анатолием Карацубой, предложившим алгоритм умножения со временем работы {\displaystyle O(n^{\log _{2}3})}. В 1971 году Шёнхаге и Штрассен предложили алгоритм на основе быстрого преобразования Фурье со временем работы {\displaystyle O(n\log n\log \log n)}. В той же работе ими была выдвинута гипотеза о том, что оптимальный алгоритм умножения требует {\displaystyle O(n\log n)} элементарных операций. Однако долгое время оценка сверху, заданная алгоритмом Шёнхаге и Штрассена оставалась без улучшений. Только в 2007 году, спустя 36 лет, Мартин Фюрер предложил алгоритм со временем работы {\displaystyle O(n\log n\cdot K^{\log ^{*}n})} для неуточнённой константы {\displaystyle K>1}, где {\displaystyle \log ^{*}n} — итерированный логарифм. В дальнейшем Харви и ван дер Хувен улучшили эту оценку сперва до {\displaystyle O(n\log n\cdot 4^{\log ^{*}n})}, а затем до {\displaystyle O(n\log n)}, таким образом подтверждая выдвинутую в гипотезе Шёнхаге и Штрассена оценку сверху. Алгоритм имеет большое теоретическое значение, так как на нём достигается предположительная нижняя оценка на время работы алгоритмов умножения чисел в модели многоленточной машины Тьюринга. Однако практическое ускорение достигается лишь на числах, длина двоичной записи которых превосходит {\displaystyle 2^{1729^{12}}\approx 2^{7\cdot 10^{38}}} бит, в то время как число частиц в наблюдаемой вселенной оценивается как {\displaystyle 2^{270}}.